# 药山兔儿风
药山兔儿风（学名：Ainsliaea mairei）是菊科兔儿风属的植物，为中国的特有植物。分布在中国大陆的云南、贵州等地，生长于海拔2,000米至3,200米的地区，常生长在坡地、林缘和山谷草丛中，目前尚未由人工引种栽培。